# Judo als Jocs Olímpics d'Estiu de 2024 - +100Kg Masculí
La prova de Judo de +100 Kg masculina als Jocs Olímpics de París 2024 serà la 15a edició de l'esdeveniment masculí en unes Olimpíades. La prova es disputarà el 2 d'agost de 2024 al Grand Palais Éphémère, ubicat al Camp de Mart de la capital francesa.
El txec Lukas Krpalek és el vigent campió de la disciplina olímpica després de guanyar l'or als Jocs Olímpics de Tòquio 2020, en imposar-se a la final al georgià Guram Tushishvili. Les medalles de bronze foren pel francès Teddy Riner i pel rus Tamerlan Bashaev.
L'equip del Japó és la selecció més guardonada, amb 5 medalles d'or, 3 medalles de plata i 2 medalles de bronze, en les 14 edicions que l'esdeveniment ha estat present als Jocs Olímpics. El francès Teddy Riner, amb 2 medalles d'or i 2 medalles de bronze, és el judoka més guardonat en tota la història de la competició.

## Format
Tots els judokes classificats entraran en un sorteig, on els 8 millors classificats seran caps de sèrie. El format serà eliminatori on qui guanyi passarà de ronda i qui perdi quedarà eliminat fins als quarts de final. Els guanyadors d'aquesta ronda passaran a les semifinals i els perdedors aniran a la repesca, on jugaran entre ells i els guanyadors de la repesca passaran a jugar el combat per la medalla de bronze. Els guanyadors de les semifinals passaran a jugar la final per decidir qui guanya la medalla d'or i la medalla de plata. Els perdedors de les semifinals passaran a combatre per la medalla de bronze amb els guanyadors de la repesca.

## Classificació
França, com a país amfitrió ha classificat un atleta per a la competició. Les 17 places següents s'han assignat segons el rànquing olímpic mundial de la Federació Internacional de Judo, en els tornejos disputats entre el 24 de juny de 2022 i el 23 de juny de 2024. Cada país només pot aportar un judoka al campionat i en cas d'haver-hi més d'un classificat, cada federació ha hagut de decidir quin atleta competirà a les Olimpíades. A continuació hi ha hagut 100 places de representació continental que s'han repartit entre totes les categories. Aquesta categoria ha comptat amb 4 places sota aquesta premissa. Finalment hi ha hagut una plaça universal per Mònaco.
| Esdeveniment                   | Places | País                | Atleta classificat        |
| ------------------------------ | ------ | ------------------- | ------------------------- |
| País amfitrió                  | 1      | França              | Teddy Riner               |
| Rànquing mundial classificació | 17     | Corea del Sud       | Kim Min-jong              |
| Rànquing mundial classificació | 17     | Rússia              | Inal Tasoev               |
| Rànquing mundial classificació | 17     | Tadjikistan         | Temur Rakhimov            |
| Rànquing mundial classificació | 17     | Geòrgia             | Guram Tushishvili         |
| Rànquing mundial classificació | 17     | Cuba                | Andy Granda               |
| Rànquing mundial classificació | 17     | Japó                | Tatsuru Saito             |
| Rànquing mundial classificació | 17     | Uzbekistan          | Alisher Yusupov           |
| Rànquing mundial classificació | 17     | Finlàndia           | Martti Puumalailen        |
| Rànquing mundial classificació | 17     | Txèquia             | Lukas Krpalek             |
| Rànquing mundial classificació | 17     | Països Baixos       | Jelle Snippe              |
| Rànquing mundial classificació | 17     | Brasil              | Rafael Silva              |
| Rànquing mundial classificació | 17     | Emirats Àrabs Units | Magomedomar Magomedomarov |
| Rànquing mundial classificació | 17     | Eslovàquia          | Márius Fízel              |
| Rànquing mundial classificació | 17     | Azerbaidjan         | Ushangi Kokauri           |
| Rànquing mundial classificació | 17     | Alemanya            | Erik Abramov              |
| Rànquing mundial classificació | 17     | Mongòlia            | Odkhüügiin Tsetsentsengel |
| Rànquing mundial classificació | 17     | Turquia             | Ibrahim Tataroglu         |
| Quota continental              | 4      | Senegal             | Mbagnick Ndiaye           |
| Quota continental              | 4      | Algèria             | Mohamed El Mehdi Lili     |
| Quota continental              | 4      | Guinea Bissau       | Bubacar Mane              |
| Quota continental              | 4      | Fiji                | Gerard Takayawa           |
| Places universals              | 1      | Mònaco              | Marvin Gadeau             |

## Medaller històric
| Posició | País                | Or | Argent | Bronze | Total |
| ------- | ------------------- | -- | ------ | ------ | ----- |
| 1       | Japó                | 5  | 3      | 2      | 10    |
| 2       | França              | 5  | 1      | 3      | 9     |
| 3       | URSS                | 1  | 0      | 4      | 5     |
| 4       | Països Baixos       | 1  | 0      | 1      | 2     |
| 5       | Txèquia             | 1  | 0      | 0      | 1     |
| 5       | Equip Unificat      | 1  | 0      | 0      | 1     |
| 7       | Rússia              | 0  | 2      | 2      | 4     |
| 8       | Alemanya Occidental | 0  | 2      | 0      | 2     |
| 9       | Canadà              | 0  | 1      | 1      | 2     |
| 10      | Geòrgia             | 0  | 1      | 0      | 1     |
| 10      | Uzbekistan          | 0  | 1      | 0      | 1     |
| 10      | Alemanya de l'Est   | 0  | 1      | 0      | 1     |
| 10      | Espanya             | 0  | 1      | 0      | 1     |
| 10      | Bulgària            | 0  | 1      | 0      | 1     |
| 15      | Brasil              | 0  | 0      | 2      | 2     |
| 15      | Estònia             | 0  | 0      | 2      | 2     |
| 15      | Alemanya            | 0  | 0      | 2      | 2     |
| 15      | Corea del Sud       | 0  | 0      | 2      | 2     |
| 19      | Cuba                | 0  | 0      | 1      | 1     |
| 19      | Bèlgica             | 0  | 0      | 1      | 1     |
| 19      | Hongria             | 0  | 0      | 1      | 1     |
| 19      | Txecoslovàquia      | 0  | 0      | 1      | 1     |
| 19      | Iugoslàvia          | 0  | 0      | 1      | 1     |
| 19      | Estats Units        | 0  | 0      | 1      | 1     |
| 19      | Israel              | 0  | 0      | 1      | 1     |